# Braddock: Missing in Action III
Braddock: Missing in Action III (bra: Braddock 3 - O Resgate; prt: Desaparecido em Combate 3) é um filme estadunidense de 1988, dirigido por Aaron Norris, com roteiro de James Bruner e Chuck Norris baseado em personagens criados por Steve Bing, Larry Levinson e Arthur Silver.

## Sinopse
O coronel Braddock descobre que sua mulher e filho sobreviveram à guerra e se encontram em um vilarejo no Vietnã. Braddock resolve salvá-los sozinho e acaba encontrando outros prisioneiros de guerra que precisam da sua ajuda.

## Elenco
- Chuck Norris ... cel. James Braddock
- Aki Aleong ... gen. Quoc
- Roland Harrah III ... Van Tan Cang